# Panax
Die Pflanzengattung Panax gehört zur Familie der Araliengewächse (Araliaceae). Die 8 bis 13 Arten kommen in Ostasien, in nördlichen Teilen Südost- und Südasiens sowie in Nordamerika vor. Einige Arten werden als Nutzpflanzen zur Gewinnung von medizinisch-pharmazeutischen Erzeugnissen angebaut.

## Beschreibung

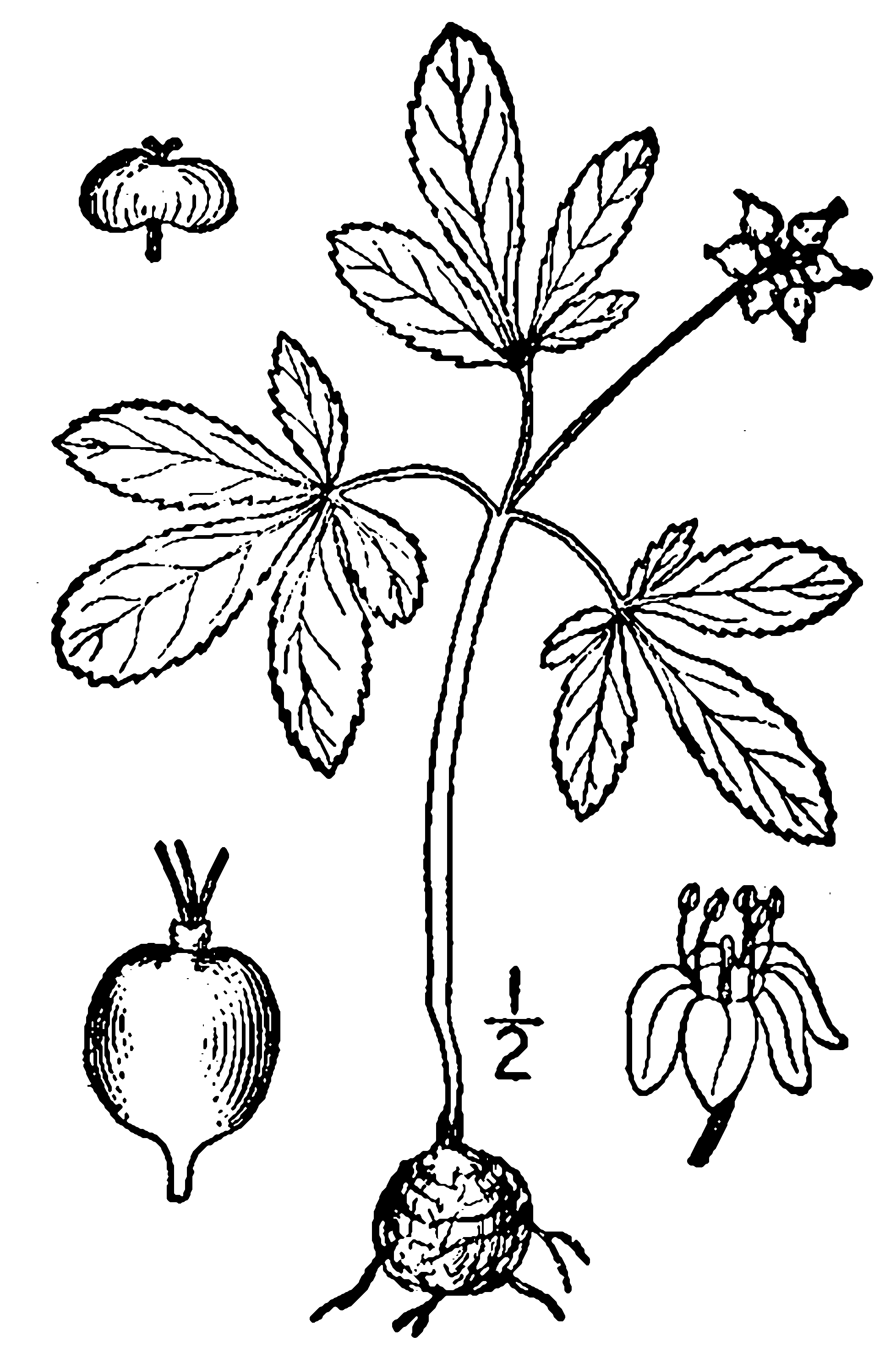
Illustration von Panax trifolius

### Erscheinungsbild und Blätter
Die Panax-Arten wachsen als unbewehrte, ausdauernde, krautige Pflanzen. Die einfachen Stängel besitzen am Grund Schuppen. Sie bilden gedrungene Rhizome aus.
Es stehen drei bis fünf Laubblätter in einem Wirtel zusammen. Die handförmig zusammengesetzten Blattspreiten besitzen ganzrandige, gesägte bis gezähnte oder fiederlappige Teilblätter.

### Blütenstände und Blüten
Panax-Arten bilden einen einzelnen, endständigen und doldigen Blütenstand. Es werden zwittrige oder bei andromonözischen Arten sowohl zwittrige als auch männliche Blüten gebildet. Die Blütenstiele sind bei zwittrigen Blüten gegliedert und bleiben bei männlichen Blüten ungegliedert. Die radiärsymmetrischen Blüten sind fünfzählig. Die fünf Kelchblätter sind verwachsen und die fünf Kelchzähne sind nur kurz. Die fünf freien Kronblätter überlappen sich dachziegelartig. Es ist ein Kreis mit fünf Staubblättern vorhanden. Meist zwei oder drei (selten bis zu fünf) Fruchtblätter sind zu einem unterständigen, meist zwei- oder dreikammerigen (selten bis zu fünfkammerigen) Fruchtknoten verwachsen. In jeder Fruchtknotenkammer sind zwei hängende Samenanlagen vorhanden. Es sind gleich viele Griffel wie Fruchtblätter vorhandenen; sie sind vollständig oder nur an ihrer Basis verwachsen.

### Früchte und Samen
Die kugeligen, manchmal zusammengedrückten oder dreieckigen Steinfrüchte enthalten gleich viele Samen wie Fruchtblätter. Die glatten Samen sind seitlich zusammengedrückt und enthalten ein glattes Endosperm.

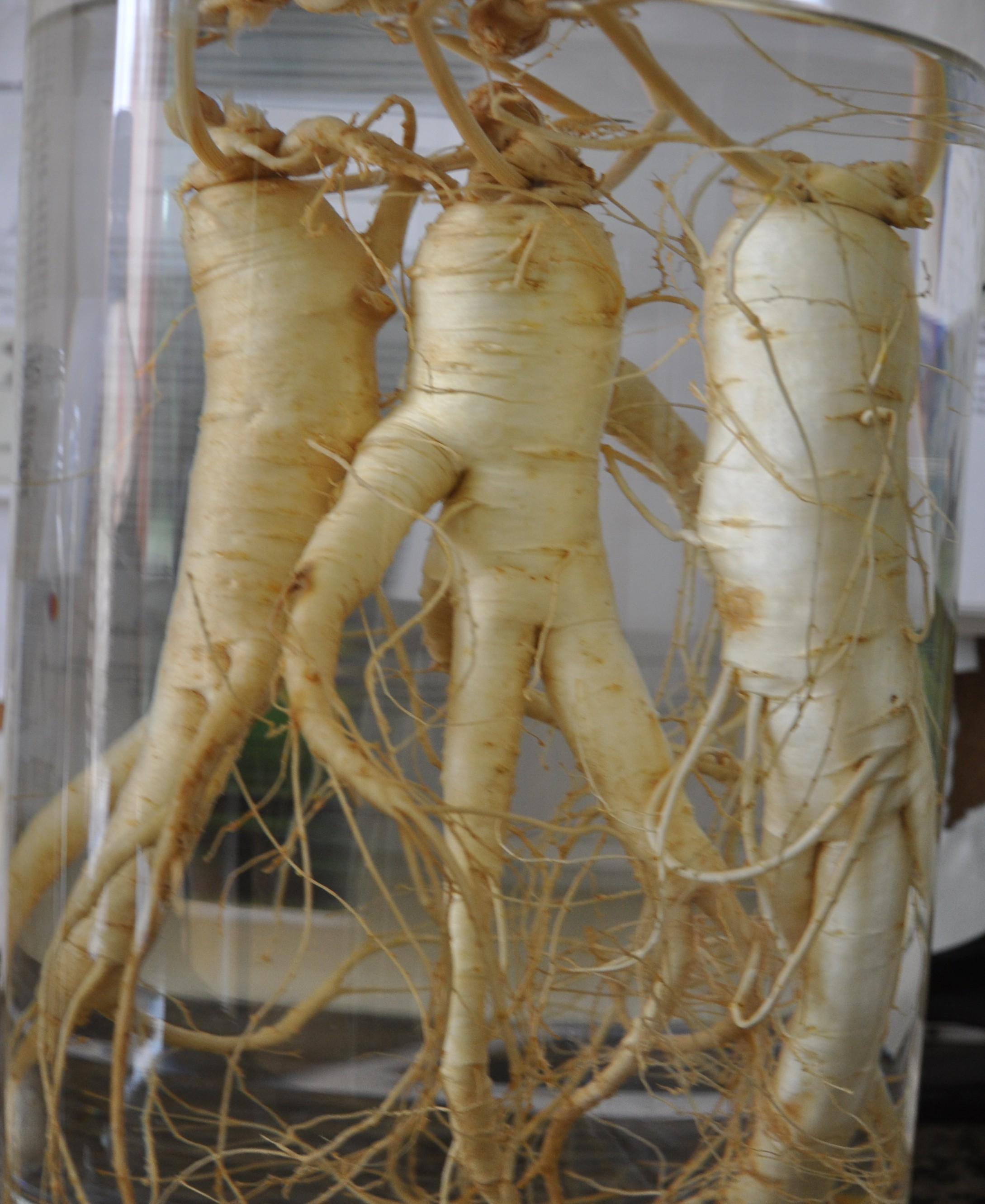
Die Wurzeldroge Ginseng

## Nutzung
Von den meisten Panax-Arten ist die traditionelle medizinische Nutzung aus natürlich vorkommenden Beständen bekannt. Die in medizinischer Hinsicht wichtigsten Arten Ginseng (Panax ginseng) und der Amerikanische Ginseng (Panax quinquefolius) werden in Plantagen kultiviert. Vor allem die Art Ginseng wird weit verbreitet – wie beispielsweise in Australien, im Kaukasus und in Mitteleuropa – kultiviert. Der Amerikanische Ginseng wird neben den USA auch in Südkorea und China angepflanzt.
Der „Wurzelstock“ wird zur Droge verarbeitet. Die heilende Wirkung basiert unter anderem auf ihrem Gehalt an Ginsenoiden aus der Naturstoffgruppe der Saponine. Der meist getrockneten und zu Pulver und Extrakten verarbeitete „Wurzelstock“ wird auch in Form von Tonikum und Geriatrikum als Stärkungs- und Kräftigungsmittel bei Müdigkeits- und Schwächegefühlen sowie bei nachlassender Leistungs- und Konzentrationsfähigkeit herangezogen.

## Gefährdung und Schutzmaßnahmen
In der Gattung Panax wird die Art Panax zingiberensis von der IUCN in ihrer Roten Liste gefährdeter Arten als stark gefährdet (Endangered) eingestuft.
Der Amerikanische Ginseng  (Panax quinquefolius) und nur die russischen Populationen des Ginseng (Panax ginseng) werden vom Washingtoner Artenschutzübereinkommen CITES in Anhang 2 als schutzbedürftige Arten geführt. Somit gelten Restriktionen hinsichtlich des weltweiten Handels von Wurzeln dieser Arten in Form von Ein- und Ausfuhrgenehmigungen. Zusätzlich muss der Nachweis über die Unschädlichkeit für den Bestand der Art erbracht werden.

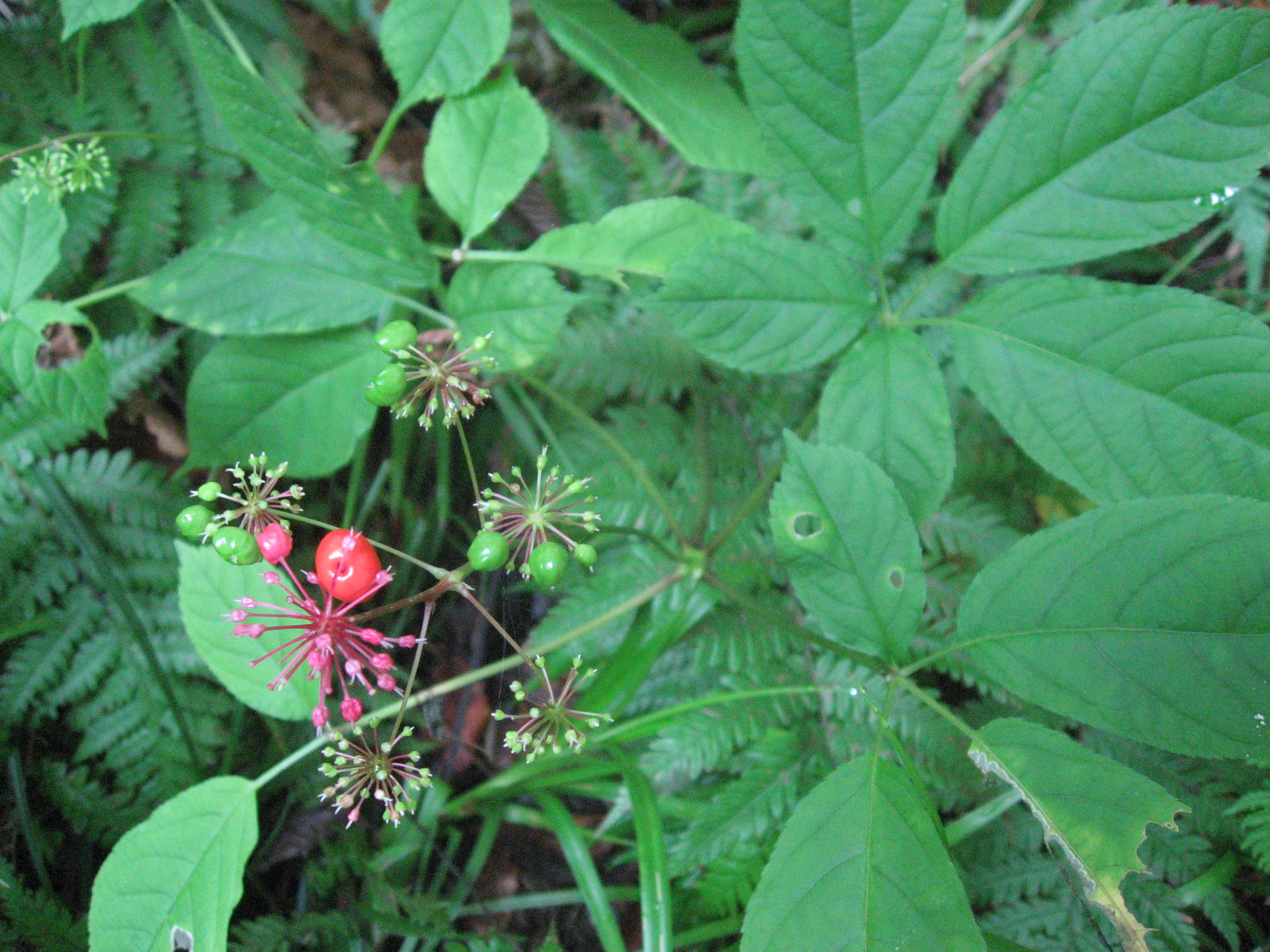
Habitus und Fruchtstand von Panax japonicus

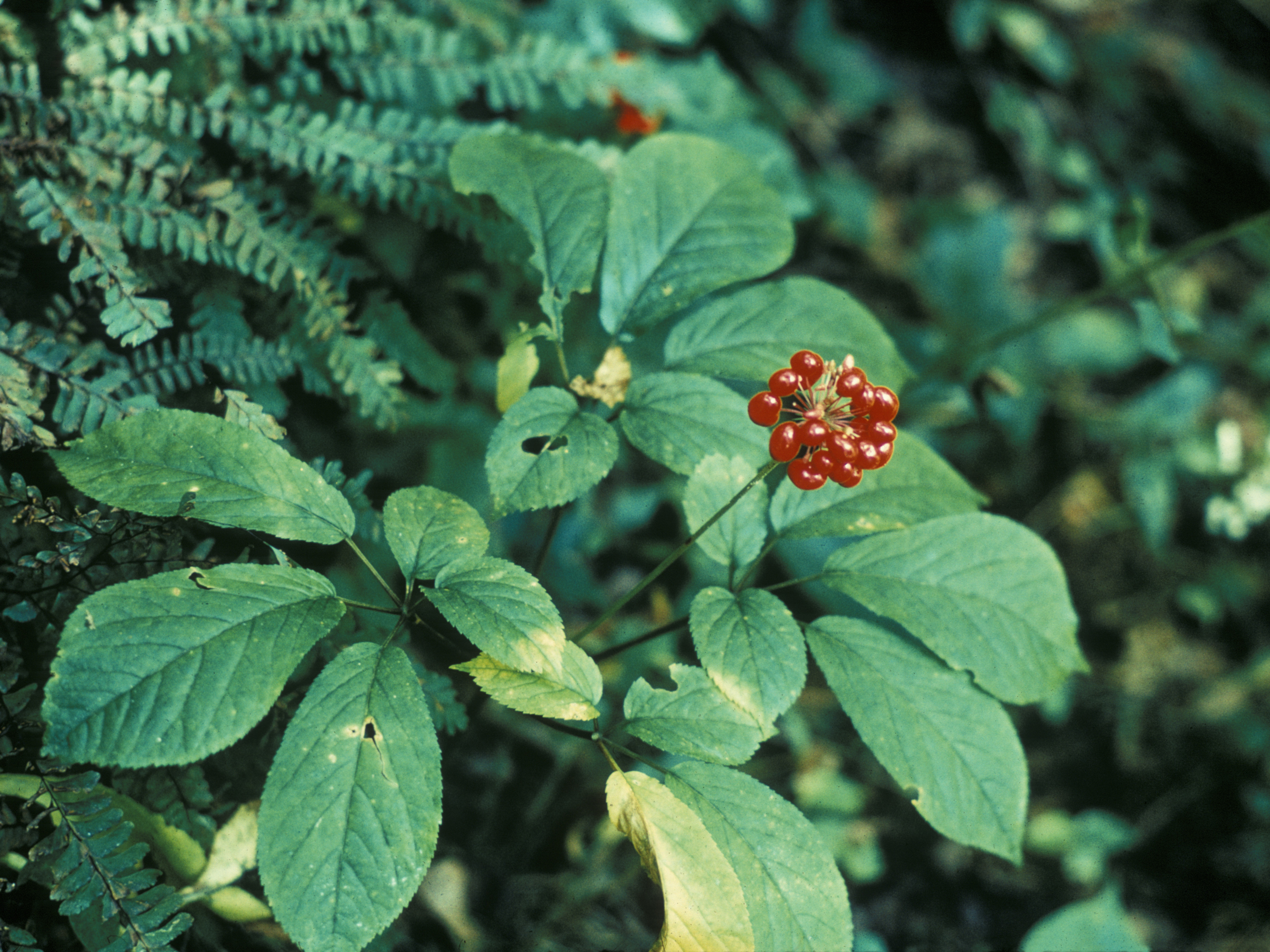
Amerikanischer Ginseng (Panax quinquefolius), Habitus und Fruchtstand

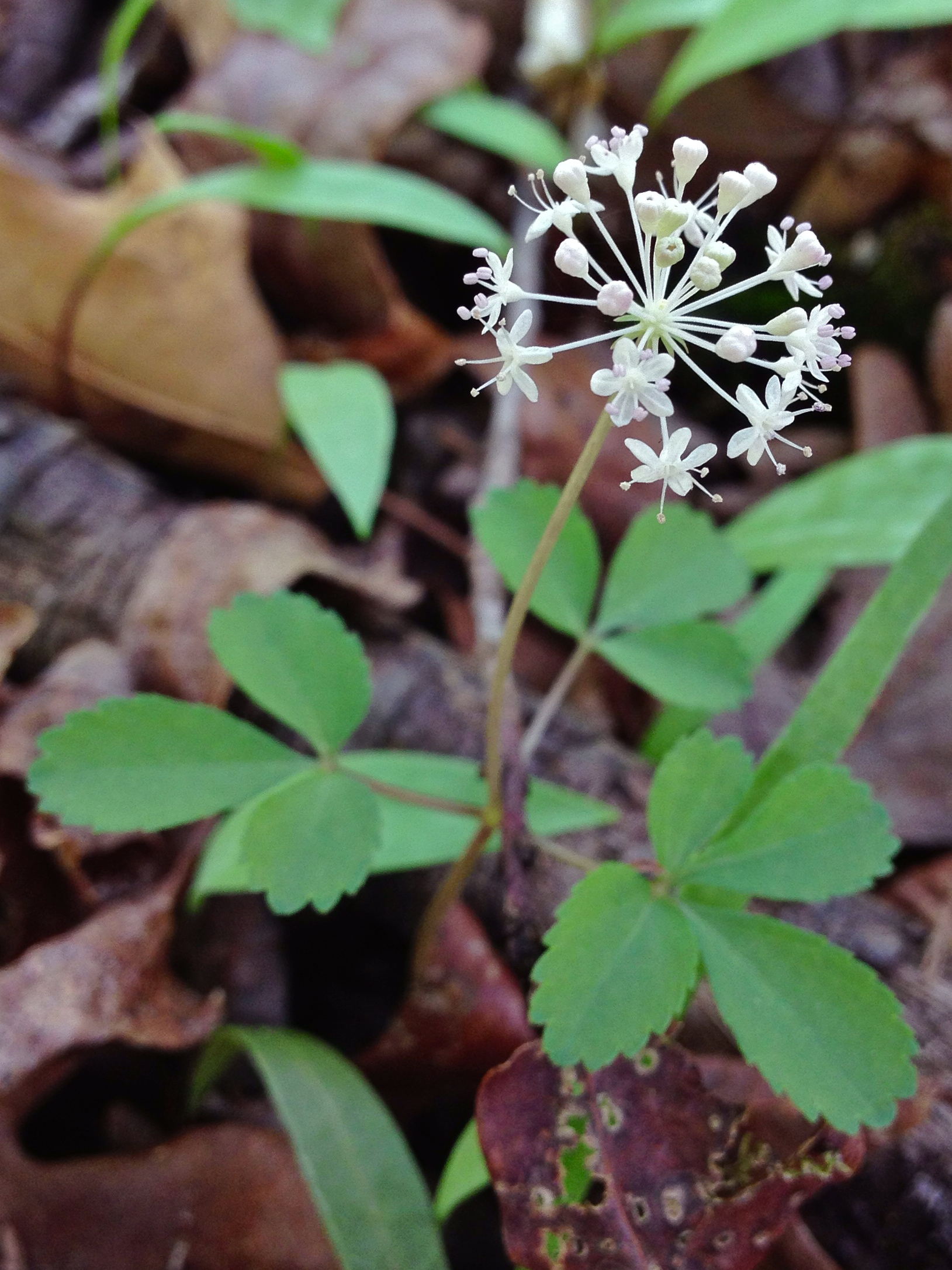
Blütenstand von Panax trifolius

## Systematik und Verbreitung
Die Gattung Panax wurde 1753 durch Carl von Linné in Species Plantarum, Band 2, Seite 1058, aufgestellt. Der botanische Gattungsname Panax leitet sich über das Lateinische vom Griechischen her und bedeutet „Allheilmittel“. Er wird auf den Namen Panakeia, einer Tochter des Asklepios, dem griechischen Gott der Heilkunst, zurückgeführt. Synonyme für Panax L. sind Aureliana Boehm., Ginsen Adans., Ginseng A.Wood, Panacea Mitch. und Panaxus St.-Lag. Die Gattung Panax gehört zur Unterfamilie Aralioideae innerhalb der Familie der Araliengewächse (Araliaceae).
Die Gattung Panax enthält zwei nordamerikanische Arten mit Verbreitung in Kanada und den USA. Die restlichen Arten sind in Asien entlang des südlichen Himalayagebiets über Nepal und dem nördlichen Indien, Myanmar, Thailand bis zum nördlichen Vietnam, weiters in zentralen und süd- bis nordöstlichen Provinzen Chinas, dem Norden Koreas, der russischen Region Primorje im südlichsten Teil des Föderationskreises Ferner Osten und in Japan verbreitet. In China kommen sechs Arten natürlich vor, eine weitere Art ist ein Neophyt.
Es gibt 8 bis zu 13 Panax-Arten, von denen einige Ginseng genannt werden:
- Panax assamicus R.N.Banerjee: Das Verbreitungsgebiet reicht vom östlichen Himalaja bis Assam.[7]
- Ginseng (Panax ginseng) C.A.Mey. (Syn.: Aralia ginseng (C.A.Mey.) Baill., Panax schin-seng T.Nees): Das natürliche Verbreitung reicht von den nordöstlichen chinesischen Provinzen östliches Heilongjiang, östliches Jilin sowie östliches Liaoning über Nordkorea bis in die russische Region Primorje im südlichsten Teil des Föderationskreises Ferner Osten. Er wird weitverbreitet kultiviert.
- Panax japonicus (T.Nees) C.A.Mey.: Es gibt vier Varietäten, die alle als Heilpflanzen verwendet werden:[8]
  - Panax japonicus var. angustifolius (Burkill) C.Y.Cheng & C.Y.Chu (Syn.: Aralia quinquefolia var. angustifolia Burkill, Panax pseudoginseng var. angustifolius (Burkill) H.L.Li): Er ist im nordöstlichen Indien, Bhutan, Nepal, nordöstlichen Thailand und in den chinesischen Provinzen Guizhou, Sichuan sowie Yunnan, verbreitet.
  - Panax japonicus var. bipinnatifidus (Seem.) C.Y.Wu & K.M.Feng (Syn.: Panax bipinnatifidus Seem., Panax major (Burkill) K.C.Ting, Panax pseudoginseng var. bipinnatifidus (Seem.) H.L.Li, Panax pseudoginseng var. elegantior (Burkill) G.Hoo & C.J.Tseng): Er ist in den nördlichen Regionen des indischen Subkontinents, in Myanmar und in den chinesischen Provinzen Gansu, Hubei, Shaanxi, Sichuan, Yunnan sowie in Xizang verbreitet.[8]
  - Panax japonicus (T.Nees) C.A.Mey. var. japonicus (Panax schin-seng var. japonicus T.Nees, Panax pseudoginseng subsp. japonicus (T.Nees) H.Hara, Panax pseudoginseng var. japonicus (T.Nees) G.Hoo & C.J.Tseng, Panax repens Maxim.): Er ist in China, Japan, Korea, in nördlichen Regionen des indischen Subkontinents und Südostasiens verbreitet.[8]
  - Panax japonicus var. major (Burkill) C.Y.Wu & K.M.Feng (Syn.: Panax pseudoginseng var. major (Burkill) H.L.Li): Er ist in Nepal, im nördlichen Myanmar, nördlichen Vietnam und in den chinesischen Provinzen Gansu, Guizhou, Henan, Hubei, Shanxi, Sichuan, Yunnan sowie in Xizang verbreitet.[8]
- Panax notoginseng (Burkill) F.H.Chen (Syn.: Panax pseudoginseng var. notoginseng (Burkill) G.Hoo & C.J.Tseng): Er kommt im nördlichen Vietnam und im südöstlichen Teil der südchinesischen Provinz Yunnan natürlich vor. Er wird in anderen Gebieten angebaut und wird als Heilpflanze verwendet.[8]
- Panax pseudoginseng Wall. (Syn.: Aralia pseudoginseng (Wall.) Benth.): Er kommt im südlichen Teil Tibets sowie in Nepal natürlich vor und vielleicht auch in Bhutan sowie im nördlichen Indien. Er wird als Heilpflanze verwendet.[8]
- Amerikanischer Ginseng (Panax quinquefolius) L. (Syn. Aralia quinquefolia (L.) Decne. & Planch.): Er ist in Nordamerika natürlich weitverbreitet und wird in China kultiviert.[8]
- Panax sokpayensis Shiva K.Sharma & Pandit: Sie wurde 2009 aus Sikkim erstbeschrieben.[7]
- Panax stipuleanatus C.T.Tsai & K.M.Feng: Er kommt im südlichen Teil der südchinesischen Provinz Yunnan und dem nördlichen Vietnam natürlich vor. Er wird als Heilpflanze verwendet.[8]
- Panax trifolius L.: Sein Verbreitungsgebiet liegt in Nordamerika vom östlichen Kanada bis zu den östlichen sowie nördlich-zentralen USA.[7]
- Panax vietnamensis Ha & Grushv.: Verbreitung in China und Vietnam.[7]
- Panax zingiberensis C.Y.Wu & K.M.Feng: Er kommt im südlichen Teil der südchinesischen Provinz Yunnan und dem nördlichen Vietnam. Er wird als Heilpflanze verwendet.[8]